# Jean-Serge Bokassa
Jean-Serge Bokassa (25 de fevereiro de 1972) é um político centro-africano que atua no governo da República Centro-Africana como Ministro do Interior desde 2016. Anteriormente foi Ministro da Juventude, dos Esportes, das Artes e da Cultura de 2011 a 2013. Ele é filho de Jean-Bédel Bokassa, que governou a República Centro-Africana de 1966 a 1979.

## Vida e carreira
Nascido em Bangui em 1971, Jean-Serge é filho de Bokassa e Joelle Aziza Eboulia (1955-2001). Quando seu pai tornou-se imperador do Império Centro-Africano em 4 de dezembro de 1976, Jean-Serge, junto com seus irmãos, tornou-se um príncipe com o estilo Alteza Imperial. Estava matriculado em um internato suíço quando seu pai foi deposto em 1979. Como resultado, foi retirado da escola e, juntamente com outros membros da família, se exilou no Gabão.
A família finalmente retornou do exílio e Jean-Serge foi eleito para a Assembleia Nacional da República Centro-Africana. Ao discursar calorosamente sobre seu pai, afirmando que era um homem de família amoroso e "um patriota", que foi vítima do "assassinato de caráter pela mídia", ele descreveu a criação de uma monarquia por Bokassa como "indefensável".
Sob o presidente François Bozizé, Bokassa foi nomeado Ministro da Juventude, dos Esportes, das Artes e da Cultura em abril de 2011. Atuou nesse cargo até 2013. Na eleição presidencial de dezembro de 2016, foi candidato presidencial sem sucesso; posteriormente, apoiou a candidatura de Faustin-Archange Touadéra para o segundo turno, realizado em fevereiro de 2016. Touadéra ganhou as eleições e, após assumir o cargo, nomeou Bokassa ao governo como Ministro do Interior, da Segurança Pública e da Administração Territorial em 11 de abril de 2016.